# Museo per la Memoria di Ustica
Le Museo per la Memoria di Ustica (Musée pour la mémoire d'Ustica) est un lieu consacré à la tragédie d'Ustica qui a ouvert ses portes le 27 juin 2007 à Bologne, Italie, pour commémorer les victimes de ce probable attentat aérien qui a touché un avion de ligne Douglas DC-9, qui s'est abîmé en mer Tyrrhénienne, près de l'île d'Ustica (nord de la Sicile), le 27 juin 1980, lors d'un vol Bologne-Palerme (en italien, on parle de « strage d'Ustica », le « massacre d'Ustica »,).

## Historique
Le musée est inauguré le 27 juin 2007, 27 ans après le drame ; il est situé entre le 3 et le 22 via di Saliceto près des ex-ateliers de l'ATC ; il contient les seuls vestiges du DC-9 qui ont été retrouvés pour l'enquête et qui avaient permis la reconstitution partielle de l'appareil dans un hangar militaire de la banlieue de Rome. Les familles des 81 victimes ont agi, par l'Associazione dei Parenti delle Vittime della Strage di Ustica (Association des familles des victimes du massacre d'Ustica) présidée par Daria Bonfietti, pour la conservation de ces vestiges, leur rapatriement à Bologne, en conservant la même reconstitution.

## Installation d'art contemporain
Le plasticien Christian Boltanski, appelé par l'association, a produit conjointement une installation d'art contemporain autour de la reconstitution, :
- 81 lampes à la luminosité pulsante simultanée ;
- 81 miroirs restituant une vue de chacune des victimes, derrière lesquels un haut-parleur diffuse des textes de pensées, communes et universelles ;
- des boîtes en bois recouvertes de plastique noir contenant tous les objets trouvés autour de l'avion ;
- Le recueil de la liste et des photographies de tous les objets ayant appartenu aux victimes : Lista degli oggetti personali appartenuti ai passeggeri del volo IH 870.

Les 27 et 28 juin 2011, une animation a été développée avec les textes des Limbes du sociologue Luc Boltanski, frère du plasticien.